# 电脑与电子游戏
《电脑与电子游戏》（Computer and Video Games，简称「CVG」）是原英国电子游戏杂志，1981年到2004年发刊。1999年建立的分支网站computerandvideogames.com仍然运营。
杂志最早从1981年11月作为月刊发行，是最早利用家用电脑市场发展的出版物之一，但也涵盖街机游戏。杂志在创刊时是全球第一本电子游戏杂志。首刊文章有《太空入侵者》、国际象棋、黑白棋以及如何学习编程。2004年10月起杂志停刊，只通过网站发布内容
网站建立于1999年8月，是英国和欧洲的主导游戏网站之一。CVG主要以新闻服务著称，但也有当时代与次世代的多元化游戏评论、预览、专题与采访，以及新注重的视频与多媒体内容。CVG在被丹尼斯初版购买前由EMAP持有，2004年又被现持有人Future Publishing收购。